# Vilhelm Olofsson

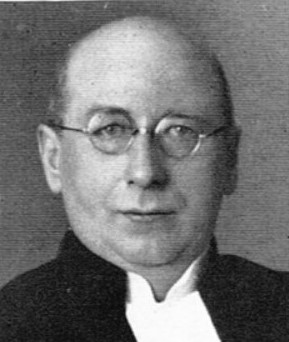
Vilhelm Olofsson.

Vilhelm Eugen Olofsson, född 6 februari 1893 i Nordmalings församling, Västerbottens län, död 8 december 1962 i Fosie församling, Malmö, var en svensk präst.
Olofsson avlade studentexamen vid Karolinska läroverket i Örebro 1927, avlade teologisk-filosofisk examen 1928 samt blev teologie kandidat, avlade praktisk teologiska prov och prästvigdes för Luleå stift 1931. Han blev vice komminister i Robertsfors församling 1931, kyrkoadjunkt i Holmsunds församling 1932, komminister i Råneå församling 1934 och överflyttade till Västerås stift 1939, där han blev kyrkoherde i Venjans församling.